# Cerco de Mainz (1793)
No cerco de Mainz (em alemão: Belagerung von Mainz), de 14 de abril a 23 de julho de 1793, uma coalizão do Prússia, Áustria e outros estados alemães liderada pelo Sacro Império Romano-Germânico sitiou e capturou Mainz das forças revolucionárias francesas. Os aliados, especialmente os prussianos, primeiro tentaram negociações, mas isso falhou, e o bombardeio da cidade começou na noite de 17 de junho.

## Cerco
Dentro da cidade, o cerco e bombardeio levaram a tensões entre cidadãos, município e o conselho de guerra francês, que governava desde 2 de abril. A administração da cidade foi deslocada em 13 de julho; isso aumentou a obstinação da população restante. Como um exército de socorro estava ausente, o conselho de guerra foi forçado a iniciar negociações com as forças aliadas em 17 de julho; os soldados restantes capitularam em 23 de julho.
Quase 19 000 tropas francesas se renderam no final do cerco, mas foram autorizadas a retornar à França se prometessem não lutar contra os aliados por um ano. Consequentemente, foram usadas para lutar contra os monarquistas franceses na região da Vendéia na França. Eles deixaram a cidade cantando A Marselhesa (também conhecida como Chant de guerre de l'Armée du Rhin).
A República de Mainz, o primeiro estado democrático no território que mais tarde se tornaria a Alemanha, foi subsequentemente dissolvida. Mainz recebeu um comandante prussiano para administrar a cidade. O bombardeio havia deixado vestígios devastadores na paisagem urbana: alguns edifícios civis e palácios aristocráticos como a casa de comédia, o palácio eleitoral de prazer Favorite, a Casa do Preboste da Catedral, Liebfrauen e a igreja da Companhia de Jesus haviam sido destruídos, assim como St. Crucis, a abadia beneditina St. Jacob na cidadela e os restos da Abadia de St. Alban. A catedral havia sido severamente danificada.
O maior impacto da ocupação e cerco foi que a participação da cidade na antiga estrutura eleitoral imperial finalmente chegou ao fim. Assim, os eventos do ano de 1793 também marcaram o fim da Aurea Moguntia, o apelido latino para a cidade: "Mainz Dourada". A cidade perdeu seu status como residência eleitoral.
O bombardeio de Mainz foi amplamente discutido na Europa. Muitas pessoas se reuniram em torno da cidade para ver o cerco. Johann Wolfgang von Goethe assistiu o Duque Carl August de Saxe-Weimar durante o cerco e escreveu um livro famoso sobre o cerco.

## Pessoas relacionadas
- Friedrich Wilhelm Freiherr von Bülow
- Carl von Clausewitz
- Príncipe Louis Ferdinand da Prússia
- Georg Forster
- Heinrich von Kleist
- Heinrich Menu von Minutoli
- Karl Ludwig von Lecoq
- Andreas Joseph Hofmann
- Antoine Christophe Merlin
- Jean Baptiste Kléber
- François Christophe Kellermann
- Jean Baptiste Meusnier
- Louis Baraguey d'Hilliers
- Claude Pierre Pajol
- Jean Ambroise Baston de Lariboisière
- Adam Gottlob Detlef Moltke
- Joachim Moltke